# Grete Heckscher
Grete Heckscher (n. 8 noiembrie 1901, Copenhaga, Danemarca – d. 6 octombrie 1987, Horne⁠(d), regiunea Syddanmark, Danemarca) a fost o scrimeră daneză, medaliată olimpică. A participat la o ediție a Jocurilor Olimpice (1924) în care a câștigat o medalie de bronz.

## Participări
Lista de mai jos prezintă principalele competiții la care a participat Grete Heckscher de-a lungul carierei.
- fleuret féminin individuel aux Jeux olympiques d'été de 1924[*]